# Constantí Làscaris (gramàtic)
Constantí Làscaris Virgola, en grec: Konstandinos Làskaris (Constantinoble, 1434 - Messina, 1501), va ser un filòleg i humanista grec promotor del renaixement de l'estudi de la llengua grega a Itàlia.
Làscaris era descendent d'una família noble de Bitínia, els Làscaris, que havia donat quatre emperadors de Nicea durant el segle xiii.
Làscaris va ser alumne de Joan Argiropul, un erudit. El 1453, després de la caiguda de Constantinoble, va exiliar-se primer a l'illa de Corfú per la intervenció del cardenal Bessarió. El 1460 va anar a la cort de Milà, on Francesco Sforza el va contractar com a professor de la seva filla Ippolita.
Després Làscaris va ensenyar grec a la Universitat de Roma. Entre els seus alumnes es trobava Pietro Bembo (1492-1494).
Làscaris el 1476 va escriure una gramàtica grega anomenada Erotémata, impresa a Milà per Dionisio Paravisino, que va ser el primer llibre completament amb caràcters grecs imprès a Europa. Aquesta gramàtica va ser reimpresa per Aldo Manuzio el 1495.